# 51 – Fünf Eins
51 – Fünf Eins ist ein deutscher Kurzfilm aus dem Jahr 2018.

## Handlung
Can, der in Köln-Vingst geboren und aufgewachsen ist, lebt planlos als Kleinkrimineller mit seinem besten Freund Hakan in den Tag hinein. Als er sich in Mia verliebt, verändert sich seine Welt schlagartig. Doch die Vergangenheit holt ihn ein und er muss einen hohen Preis für seine Handlungen zahlen.

## Produktion
Grundlage für den Film waren Interviews mit 20 Jugendlichen und die dazugehörigen Fragebögen. Die Jugendlichen im Alter von 16 bis 27 Jahren haben dafür in Einzelgesprächen mit einem Mitarbeiter ihres Vertrauens von den für sie prägendsten Erlebnissen und Erfahrungen berichtet, sodass die Anonymität der Jugendlichen untereinander ebenfalls gewahrt werden konnte.
Von der Idee bis zum Drehbuch, Casting, Vorbereitungen, Dreharbeiten bis hin zur Postproduktion des Films wurden acht Monate benötigt.
Auf dieser Grundlage wurde zunächst ein fiktiver Hauptcharakter erstellt und die gesammelten persönlichen Erfahrungen in die fiktive Figur eingebettet. Daraufhin wurde diese Grundidee unter Anleitung eines Drehbuchautors niedergeschrieben.
Die Dreharbeiten des Films wurden innerhalb von fünf Tagen in den Sommerferien durchgeführt, da die Jugendlichen nicht im schulischen Rahmen eingebunden waren.

## Aufführung
Der Film wurde am 9. November 2018 im Kino Lichtspiele in Köln-Kalk aufgeführt.